# Mohamed Jilani Maaref
Mohamed Jilani Maaref (arabisch محمد جيلاني معارف, geb. 27. Oktober 1991 in Mahdia, Tunesien) ist ein tunesisch-bahrainischer Handballspieler. Er hat für den Verein Al-Ahli und die Männer-Handballnationalmannschaft von Bahrain gespielt.
Er nahm mit der Tunesischen Nationalmannschaft an den Olympischen Sommerspielen 2016 in Rio de Janeiro teil.